# Belogorka
Belogorka (en rus: Гольцовка) és un poble de l'óblast de Penza, a Rússia, que en el cens del 2010 tenia 13 habitants.